# Cariblatta silvicola
Cariblatta silvicola är en kackerlacksart som beskrevs av Rocha e Silva och Guilherme A.M.Lopes 1977. Cariblatta silvicola ingår i släktet Cariblatta och familjen småkackerlackor. Inga underarter finns listade.